# André Muffang
André Muffang (* 25. Juli 1897 in Saint-Brieuc; † 1. März 1989 offenbar in Paris) war ein französischer Schachmeister.
Nach einer Ingenieursausbildung und dem Abschluss der École polytechnique verbrachte Muffang sein Berufsleben in der höheren Staatsverwaltung. Er lebte in Valenciennes und später in Paris. Muffang war verheiratet und hatte vier Kinder.
Seine private Leidenschaft galt dem Schach. Muffang feierte den größten Erfolg seiner Schachlaufbahn 1931, als es ihm in Lille gelang, die französische Landesmeisterschaft zu gewinnen. Muffang nahm an den Schacholympiaden 1927, 1928, 1935 und 1956 teil, wobei er 1928 in Den Haag die Silbermedaille für das zweitbeste Individualergebnis aller Teilnehmer erhielt. Insgesamt spielte er bei den Schacholympiaden 63 Partien und erzielte 35 Punkte.
Im Jahr 1922 gewann er das Pariser Turnier. Ein Jahr später wurde er beim stark besetzten Turnier in Margate geteilter Zweiter (gemeinsam mit Alexander Aljechin und Efim Bogoljubow, noch vor Richard Réti) und hinter Ernst Grünfeld. Im gleichen Jahr unterlag er dem späteren Weltmeister Aljechin in einem Wettkampf in Paris mit 0-2 und spielte ein Kurzmatch unentschieden 1-1 gegen Eugène Znosko-Borovsky. Im selben Jahr wurde er in Paris Zweiter bei der französischen Meisterschaft, ebenso 1924 in Straßburg. 1947 schlug er während des Wettkampfes Frankreich-ČSR den tschechoslowakischen Meister Karel Opočenský mit 1½-½, 1954 unterlag er mit demselben Ergebnis Juri Awerbach beim Wettkampf Frankreichs gegen die Sowjetunion. 1955 schlug er im Länderkampf gegen Rumänien Octavio Troianescu 2:0.
Die FIDE verlieh Muffang 1951 den Titel Internationaler Meister. Für den Weltschachbund war er in den folgenden Jahren in mehreren Funktionen ehrenamtlich tätig.
Anfang der 1970er Jahre zog sich Muffang vom aktiven Schach zurück. Er hinterließ eine bedeutende Schachbuchsammlung. Muffang war Mitglied des Pariser Vereins Caïssa, mit dem er 1947 den französischen Mannschaftspokal gewann.